# یواس‌اس اس‌سی-۴۹۸
یواس‌اس اس‌سی-۴۹۸ (به انگلیسی: USS SC-498) یک زیردریایی بود که طول آن ۱۱۰ فوت ۱۰ اینچ (۳۴ متر) بود. این زیردریایی در سال ۱۹۴۱ ساخته شد.